# Mittainville
Mittainville ist eine französische Gemeinde mit 650 Einwohnern (Stand: 1. Januar 2022) im Département Yvelines in der Region Île-de-France. Sie gehört zum Arrondissement Rambouillet und zum Kanton Rambouillet. Die Einwohner werden Mittainvillois genannt.

## Geographie
Mittainville liegt etwa 55 Kilometer westsüdwestlich von Paris und etwa 13 Kilometer westnordwestlich von Rambouillet am Flüsschen Maltorne. Umgeben wird Mittainville von den Nachbargemeinden La Boissière-École im Norden, Hermeray im Osten und Südosten, Saint-Lucien im Süden, Senantes im Westen und Südwesten sowie Faverolles im Westen und Nordwesten.

## Bevölkerungsentwicklung
| Jahr                      | 1962 | 1968 | 1975 | 1982 | 1990 | 1999 | 2006 | 2013 |
| Einwohner                 | 213  | 198  | 234  | 348  | 434  | 514  | 613  | 596  |
| Quelle: Cassini und INSEE |      |      |      |      |      |      |      |      |

## Sehenswürdigkeiten

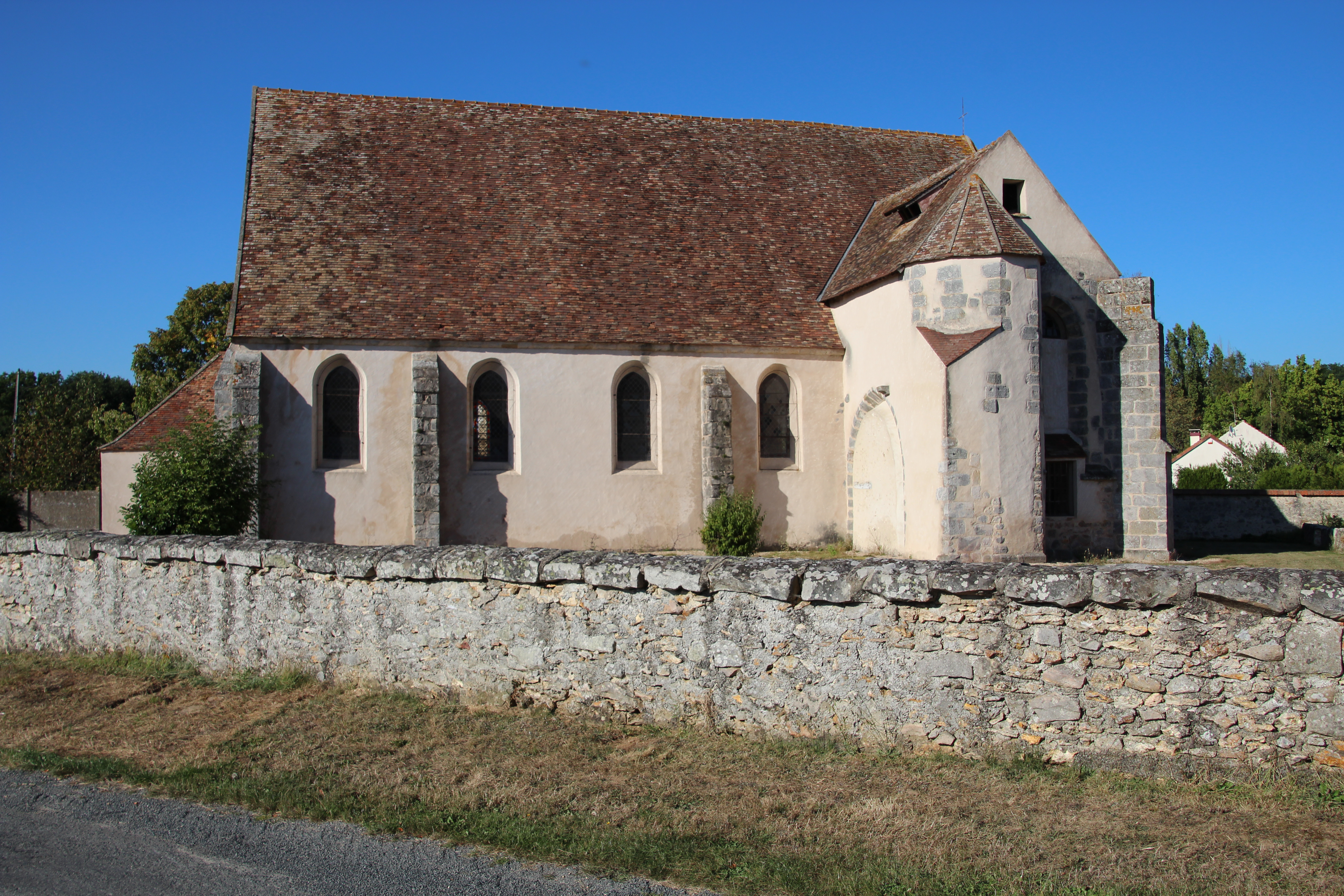
Kirche Saint-Rémy

Siehe auch: Liste der Monuments historiques in Mittainville
- Kirche Saint-Rémy aus dem 17. Jahrhundert

## Persönlichkeiten
- Robert Darène (1914–2016), Regisseur